# Donsol (filme)
Donsol é um filme de drama filipino de 2006 dirigido e escrito por Adolfo Alix, Jr. e Adolf Alix. Foi selecionado como representante das Filipinas à edição do Oscar 2007, organizada pela Academia de Artes e Ciências Cinematográficas.

## Elenco
- Sid Lucero – Daniel
- Angel Aquino – Teresa
- Cherie Gil – Mars
- Jacklyn Jose – Ligaya
- Bembol Roco – Fidel
- Kenneth Ocampo – Nog
- Mark Gil – Dustin